# جون كامبل (لاعب سنوكر)
جون كامبل (بالإنجليزية: John Campbell)‏ هو لاعب سنوكر أسترالي، ولد في 10 أبريل 1953 في أستراليا.

## روابط خارجية
- جون كامبل على موقع CueTracker.net (الإنجليزية)